# 小行星8888
小行星8888（英語：8888）是一颗围绕太阳公转的小行星。1994年7月8日，艾瑞克·怀特·埃尔斯特在科索尔发现了此天体。
这颗小行星的绝对星等为46.54620等。